# Saint-Pardoux-Corbier
Pour les articles homonymes, voir Saint-Pardoux.
Saint-Pardoux-Corbier (Sent Perdos Corbier en occitan) est une ancienne commune française située dans le département de la Corrèze, en région Nouvelle-Aquitaine. Le 1er janvier 2025, elle fusionne avec Saint-Martin-Sepert et Saint-Ybard pour former la commune des Trois-Saints.

## Géographie
Commune arrosée par la Loyre, un affluent de la Vézère.

### Climat
Pour des articles plus généraux, voir Climat de la Nouvelle-Aquitaine et Climat de la Corrèze.
Historiquement, la commune est dans une zone de transition entre les climats océaniques aquitain et limousin.
En 2020, Météo-France publie une typologie des climats de la France métropolitaine dans laquelle la commune est dans une zone de transition entre le climat océanique altéré et le climat de montagne et est dans la région climatique  Ouest et nord-ouest du Massif Central, caractérisée par une pluviométrie annuelle de 900 à 1 500 mm, maximale en automne et en hiver.
Pour la période 1971-2000, la température annuelle moyenne est de 11,3 °C, avec  une amplitude thermique annuelle de 15 °C. Le cumul annuel moyen de précipitations est de 1 136 mm, avec 12,7 jours de précipitations en janvier et 8 jours en juillet. Pour la période 1991-2020, la température moyenne annuelle observée sur la station météorologique la plus proche, située sur la commune de Lubersac à 4 km à vol d'oiseau, est de 11,7 °C et le cumul annuel moyen de précipitations est de 1 130,6 mm,. Pour l'avenir, les paramètres climatiques de la commune estimés pour 2050 selon différents scénarios d’émission de gaz à effet de serre sont consultables sur un site dédié publié par Météo-France en novembre 2022.

## Urbanisme

### Occupation des sols
L'occupation des sols de la commune, telle qu'elle ressort de la base de données européenne d’occupation biophysique des sols Corine Land Cover (CLC), est marquée par l'importance des territoires agricoles (88,7 % en 2018), en augmentation par rapport à 1990 (86,4 %). La répartition détaillée en 2018 est la suivante : 
zones agricoles hétérogènes (50,1 %), prairies (37,2 %), forêts (11,3 %), terres arables (1,5 %).
L'évolution de l’occupation des sols de la commune et de ses infrastructures peut être observée sur les différentes représentations cartographiques du territoire : la carte de Cassini (XVIIIe siècle), la carte d'état-major (1820-1866) et les cartes ou photos aériennes de l'IGN pour la période actuelle (1950 à aujourd'hui).

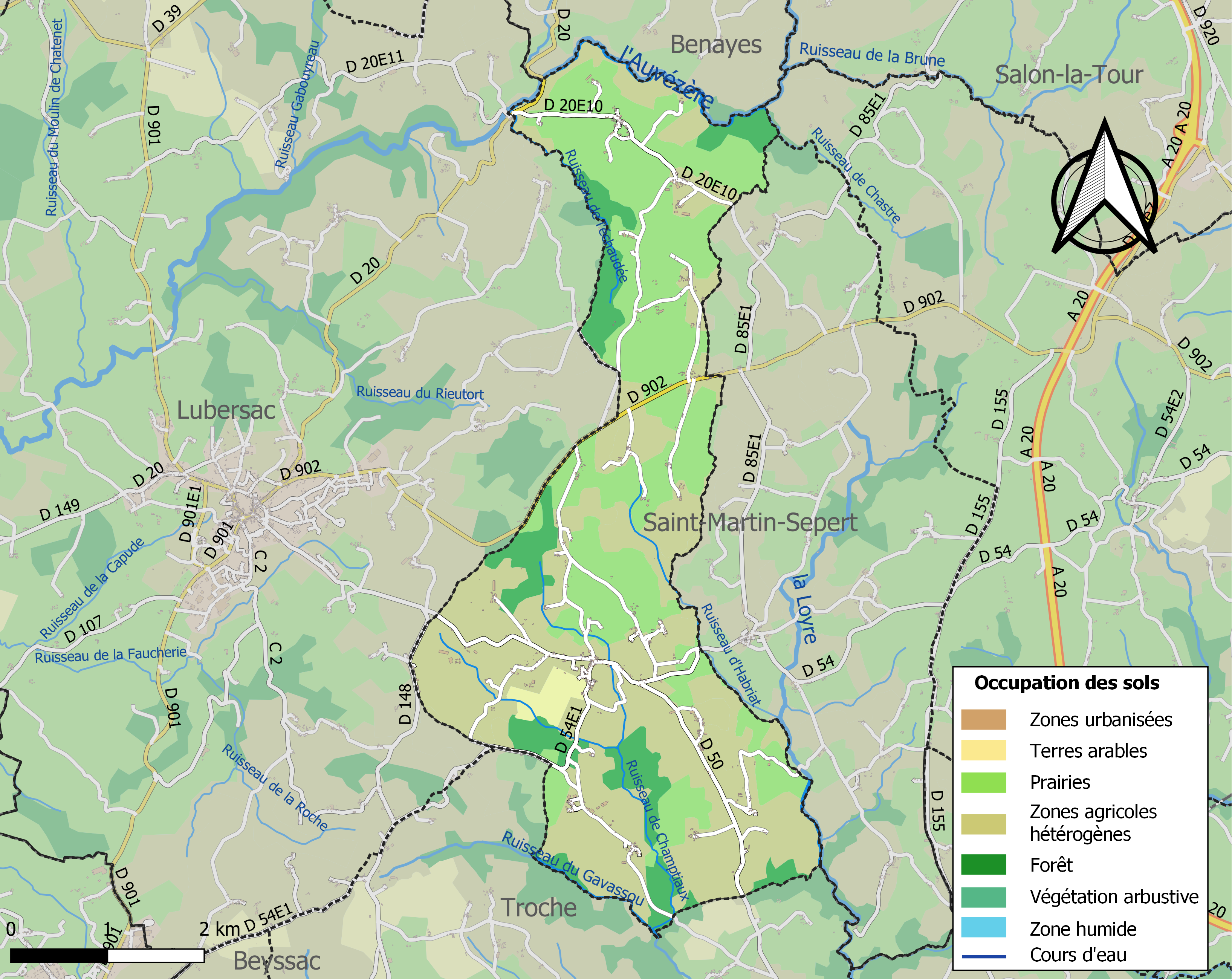
Carte des infrastructures et de l'occupation des sols de la commune en 2018 (CLC).

### Risques majeurs
Le territoire de la commune de Saint-Pardoux-Corbier est vulnérable à différents aléas naturels : météorologiques (tempête, orage, neige, grand froid, canicule ou sécheresse), feux de forêts et séisme (sismicité très faible). Un site publié par le BRGM permet d'évaluer simplement et rapidement les risques d'un bien localisé soit par son adresse soit par le numéro de sa parcelle.

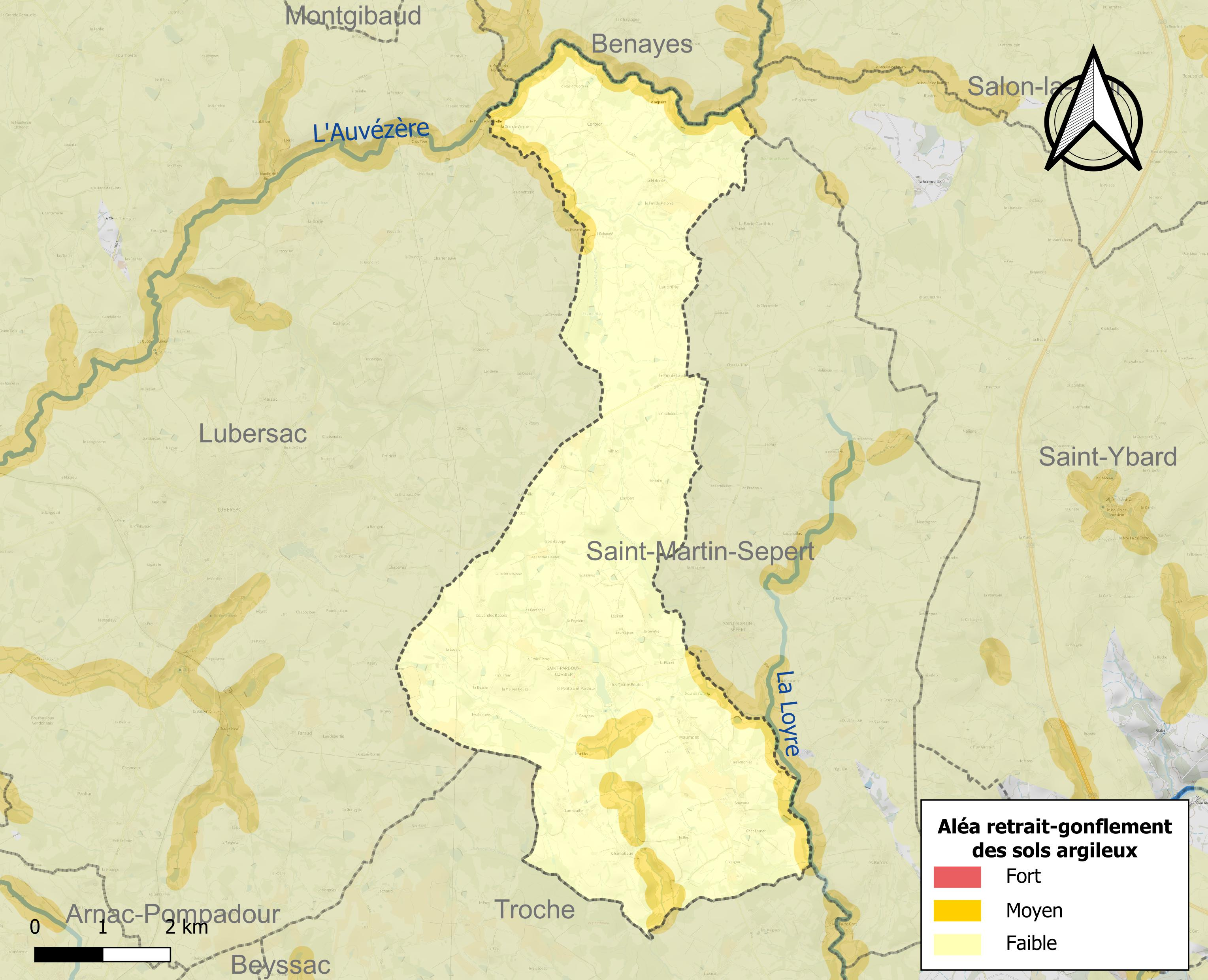
Carte des zones d'aléa retrait-gonflement des sols argileux de Saint-Pardoux-Corbier.

Le retrait-gonflement des sols argileux est susceptible d'engendrer des dommages importants aux bâtiments en cas d’alternance de périodes de sécheresse et de pluie. 10 % de la superficie communale est en aléa moyen ou fort (26,8 % au niveau départemental et 48,5 % au niveau national). Sur les 261 bâtiments dénombrés sur la commune en 2019, trois sont en aléa moyen ou fort, soit 1 %, à comparer aux 36 % au niveau départemental et 54 % au niveau national. Une cartographie de l'exposition du territoire national au retrait gonflement des sols argileux est disponible sur le site du BRGM,.
Concernant les feux de forêt, aucun plan de prévention des risques incendie de forêt (PPRIF) n’a été établi en Corrèze, néanmoins le code de l’urbanisme impose la prise en compte des risques dans les documents d’urbanisme. Le périmètre des servitudes d'utilité publique et des zones d'obligation légale de débroussaillement pour les particuliers est quant à lui défini pour la commune dans une carte dédiée.

## Histoire
Sous la Révolution française, en 1793, les territoires des paroisses de Saint-Pardoux-L'Enfantier et de Corbier sont réunis pour former la commune de Saint-Pardoux-Corbier.
Dans le cadre de la politique de déchristianisation de la Convention, la commune change de nom pour Coradelphie et Pardoux-et-Corbier.

## Économie
Chaque mercredi, pendant la période estivale, Saint-Pardoux-Corbier organise un marché d'agriculteurs producteurs et d'artisans qui rassemble jusqu'à 1500 personnes sur la place principale.

## Politique et administration

### Liste des maires
| Période   | Période       | Identité     | Étiquette | Qualité    |
| --------- | ------------- | ------------ | --------- | ---------- |
| mars 2001 | mars 2008     | Alain Berger |           |            |
| mars 2008 | décembre 2024 | Guy Deveix   |           | Commerçant |

### Liste des maires délégués
| Période      | Période  | Identité   | Étiquette | Qualité |
| ------------ | -------- | ---------- | --------- | ------- |
| janvier 2025 | En cours | Guy Deveix |           |         |

### Politique environnementale
Dans son palmarès 2024, le Conseil national de villes et villages fleuris de France a attribué une fleur à la commune.

## Démographie
L'évolution du nombre d'habitants est connue à travers les recensements de la population effectués dans la commune depuis 1793. Pour les communes de moins de 10 000 habitants, une enquête de recensement portant sur toute la population est réalisée tous les cinq ans, les populations de référence des années intermédiaires étant quant à elles estimées par interpolation ou extrapolation. Pour la commune, le premier recensement exhaustif entrant dans le cadre du nouveau dispositif a été réalisé en 2005.

En 2022, la commune comptait 383 habitants, en évolution de −8,15 % par rapport à 2016 (Corrèze : −0,59 %, France hors Mayotte : +2,11 %).
| 1793 | 1800 | 1806 | 1821 | 1831 | 1836 | 1841 | 1846 | 1851  |
| ---- | ---- | ---- | ---- | ---- | ---- | ---- | ---- | ----- |
| 861  | 806  | 868  | 919  | 918  | 971  | 947  | 982  | 1 052 |

| 1856 | 1861 | 1866  | 1872 | 1876  | 1881  | 1886  | 1891  | 1896  |
| ---- | ---- | ----- | ---- | ----- | ----- | ----- | ----- | ----- |
| 982  | 978  | 1 022 | 934  | 1 020 | 1 012 | 1 047 | 1 042 | 1 104 |

| 1901 | 1906  | 1911 | 1921 | 1926 | 1931 | 1936 | 1946 | 1954 |
| ---- | ----- | ---- | ---- | ---- | ---- | ---- | ---- | ---- |
| 998  | 1 016 | 996  | 843  | 837  | 804  | 757  | 726  | 624  |

| 1962 | 1968 | 1975 | 1982 | 1990 | 1999 | 2005 | 2006 | 2010 |
| ---- | ---- | ---- | ---- | ---- | ---- | ---- | ---- | ---- |
| 578  | 526  | 471  | 430  | 374  | 323  | 346  | 352  | 366  |

| 2015 | 2020 | 2022 | - | - | - | - | - | - |
| ---- | ---- | ---- | - | - | - | - | - | - |
| 414  | 390  | 383  | - | - | - | - | - | - |

## Culture locale et patrimoine

### Lieux et monuments
- Église Saint-Pardoux de Saint-Pardoux-Corbier

### Personnalités liées à la commune
- Famille Dessus famille de notables originaires de Revel, qui a donné plusieurs personnalités :
  - Marie-Louise de Cerou, née en 1888, épouse de Auguste Dessus, notaire et maire.
  - Comte Gabriel Dessus, commerçant de magasin de mode.
  - Marcel Dessus, polytechnicien, tué le 29 octobre 1914 au champ d'honneur, à l'âge de 26 ans.
  - Comte Henri Dessus, né à Saint-Pardoux-Corbier, docteur en droit, notaire et 1er adjoint à Beaupréau, époux de Marie Roy, fille du médecin et maire de Champtoceaux.
  - Gabriel Dessus, polytechnicien, Sup Élec, homme d’État, il crée le concept de la décentralisation juste avant la Seconde Guerre mondiale ; directeur des TSF, puis d'EdF.
    - Benjamin Dessus, fils de Gabriel, est un scientifique (L'Énergie solaire, PUF, 2002).

  - Catherine Dessus (Histoire de Meudon, 1998).
  - Sophie Dessus, femme politique de Corrèze.

### Héraldique
| Blason de Saint-Pardoux-Corbier | Blason  | De gueules à la bande d'or accompagnée de six étoiles d'or posées en orle. |
| Blason de Saint-Pardoux-Corbier | Détails | Le statut officiel du blason reste à déterminer.                           |